# Fitxa (jocs)
|  | Per a altres significats, vegeu «fitxa». |

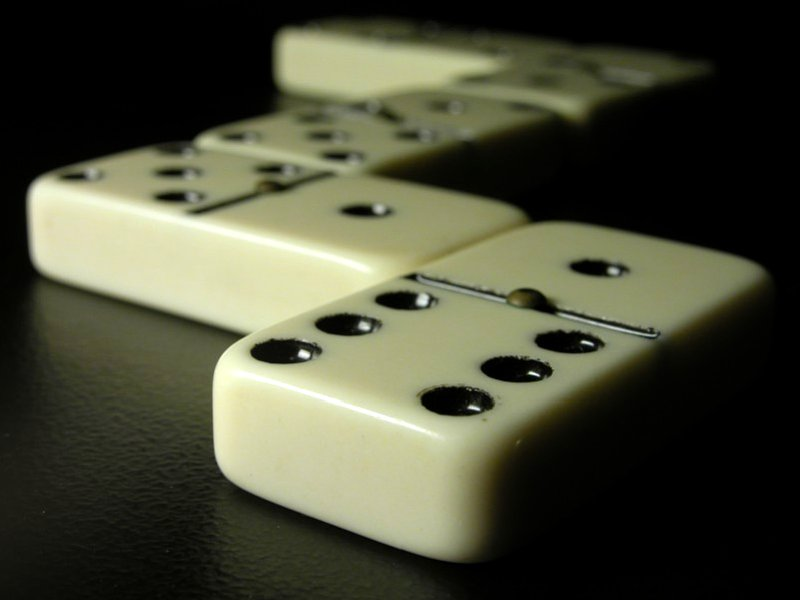
Fitxes de dòmino

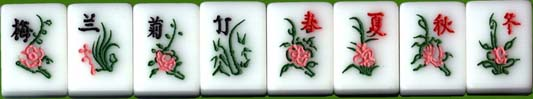
Fitxes de flors i estacions del mahjong

Hom denomina fitxa aquella peça usada en els jocs per representar un jugador, com a instrument per realitzar jugades; també s'anomenen així les monedes (prepagades) en cases d'apostes o en un casino.
Normalment, les fitxes solen ser possessió d'algun dels jugadors. Poden ser de diverses mides, essent les més comunes de mida rodona i de plàstic, encara que hi ha excepcions com les fitxes rectangulars del dòmino i les peces dels escacs.
S'utilitzen en jocs de taula (parxís, joc de l'oca…); en jocs d'estratègia (escacs), en jocs d'enginy o matemàtics (mahjong, dòmino ...); o com a representació de diners en les apostes de jocs de cartes o d'atzar com ara el pòquer, en què després d'obtenir o perdre peces, les restants són canviades per diners. Cal destacar que també s'usen fitxes en certs tipus de màquines escurabutxaques.